# Eva (1962)
Eva is een Frans-Italiaanse dramafilm uit 1962 onder regie van Joseph Losey.

## Verhaal
Een mijnwerker uit Wales heeft een roman gepubliceerd onder de naam van zijn overleden broer. Het boek blijkt een succesroman en er zijn plannen om er een film van te maken. Als prominente gast op het festival van Venetië leert hij een Franse prostituee kennen. Hij wordt verliefd op haar, maar zij maakt misbruik van hem.

## Rolverdeling
| Acteur           | Personage            |
| ---------------- | -------------------- |
| Jeanne Moreau    | Eva Olivier          |
| Stanley Baker    | Tyvian Jones         |
| Virna Lisi       | Francesca Ferrara    |
| James Villiers   | Alan McCormick       |
| Riccardo Garrone | Michele              |
| Lisa Gastoni     | Roodharige Russische |
| Checco Rissone   | Pieri                |
| Enzo Fiermonte   | Enzo                 |
| Nona Medici      | Anna Maria           |